# České výrazně masné prase
České výrazně masné prase je plemeno prasete domácího vyšlechtěné v Česku ze syntetických masných linií prasat. Uznáno bylo v roce 1991. Bylo používáno jako otcovské plemeno v hybridizačním programu pro tvorbu jatečných hybridních prasat, ale v roce 2002 šlechtitelská komise Svazu chovatelů prasat v Čechách a na Moravě rozhodla o zařazení plemene mezi rezervní otcovská plemena a v současnosti se plemeno chová jen v nukleovém chovu ZS Horní Krupá.

## Historie plemene
Plemeno bylo vyšlechtěno v České republice za použití plemen duroc, hampshire a belgická landrase, později byl přikřížen i pietrain. V rámci vzniklé syntetické linie byla až do uznání plemene prováděna příbuzenská plemenitba.

## Popis
České výrazně masné je plemeno masného užitkového typu, tělesný rámec je středně velký až velký, kostra je středně silná. Hlava zvířete je jemná, uši vzpřímené, hřbet i záď dlouhé, hrudník široký a hluboký a patrné je výborné osvalení plece a kýty.
Kromě bíle zbarvených prasat se vyskytují i pigmentovaní jedinci. Během šlechtění jsou upřednostňována bílá prasata.
Je vyžadována velmi dobrá výkrmnost a jatečná hodnota. Chovný cíl vyžaduje průměrný denní přírůstek ve výkrmu 1100 g při spotřebě krmné směsi do 2,4 kg na kilogram přírůstku a 58 - 60 % libové svaloviny na jatečně upraveném trupu s maximálním podílem intramuskulárního tuku 1,5 %.